# Community Waterfront Heritage Centre
La Community Waterfront Heritage Centre est une ancienne gare du Canadien National à Owen Sound, Ontario, servant de musée historique de la ville, mettant l'emphase sur le passé ferroviaire et maritime de la ville.

## Histoire

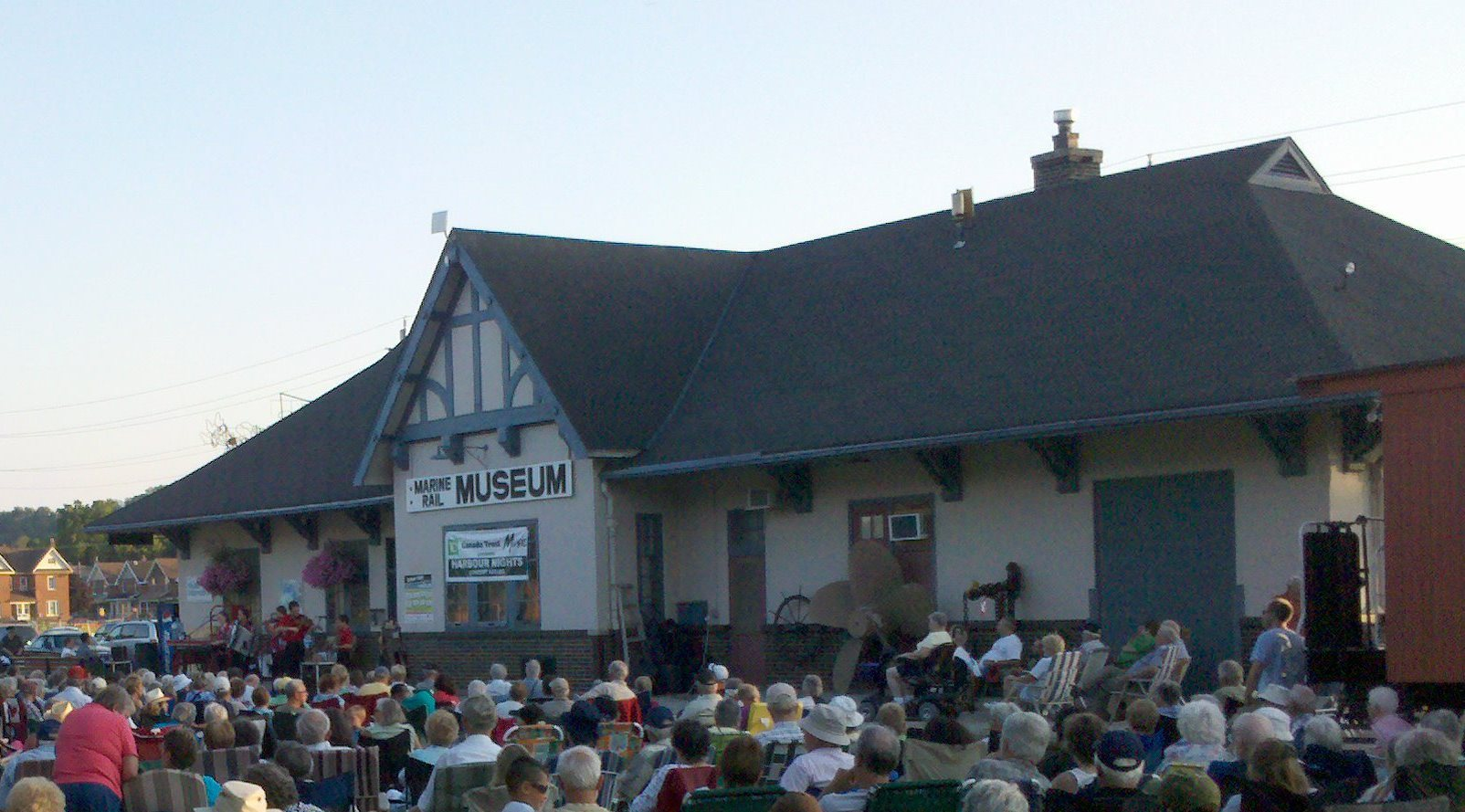
La gare en fête lors d'un festival, 2011.

L'une des deux gares en ville (la gare du Canadien Pacifique se trouve en face de celle-ci, de l'autre bord de la rivière), elle est construite en 1932 pour remplacer une autre gare du Grand Tronc, construite en 1894. Elle sert les passagers jusqu'en 1970, restant vide et abandonnée jusqu'en 1985, quand elle devient un musée .
La construction d'une nouvelle gare à Owen Sound est annoncée en octobre 1930, œuvre du gouvernement canadien afin de réduire le chômage. La nouvelle gare est annoncée en même temps qu'une nouvelle gare à Parry Sound, pour un coût total de 70 000$ .

### Description
La gare a une forme rectangulaire. Au centre se trouve le bureau de l'agent de la gare et les bureaux des commis de fret. À la gauche de ceux-ci se trouvait la salle d'attente générale, avec une salle d'attente pour femmes à part et les salles de bain (on note que les femmes sont libres d'utiliser n'importe quelle des deux salles d'attente). De l'autre côté des bureaux se trouve une salle des bagages et une salle pour les colis express pour les trains passagers (le fret général arrivait dans un autre bâtiment). Les passagers achetaient leurs billets d'une caissière au centre de l'édifice. Durant les années 1930 et 1940, des opérateurs télégraphiques opéraient d'une longue table sous une large fenêtre au centre de la galerie, permettant une vue imprenable des trains le long des rails.

### Usage de la gare
Les locomotives à vapeur n'arrivent plus à la gare après 1959; des autorails Budd les remplacent pour le service passager par la suite . 
Le Canadien National abandonne la voie ferrée entre Palmerston et Owen Sound en 1995 comme n'étant plus rentable. Étudiant le cas, le gouvernement canadien constate que «Le trafic empruntant l'embranchement n'a pas été considérable durant les exercices réglementaires : il s'est élevé en moyenne à 17 wagons complets par an.»
La gare se nommait la Marine and Rail Museum jusqu'en 2013; la ville doit couper son budget et le musée ferme les portes pour environ un an. Il rouvre les portes en 2014 comme organisation à but non lucratif, utilisant le nom actuel.
La gare fait partie de l'inventaire des propriétés patrimoniales de la ville, mais sans protection officielle (sans protection sous Partie IV ou V de la Loi sur le patrimoine de l'Ontario)  .